# 武汉轨道交通4号线
武汉轨道交通4号线是武汉第二条穿越长江的轨道交通线路，连接汉阳与武昌两个地区，途经蔡甸区、汉阳区、武昌区和洪山区。同时，4号线还负担武汉站和武昌站两座国铁车站的接驳任务。本线分为三期建设，其中一期工程为武昌火车站至武汉火车站，已于2013年12月28日开通运营；二期工程为黄金口至武昌火车站，已在2014年12月28日开通运营；蔡甸线工程由柏林至黄金口，于2019年9月25日通车。

## 线路简介
轨道交通4号线由一期工程、二期工程和蔡甸线三部分组成。
| 区间                    | 通车日期       | 长度     | 站数 | 工程名     |
| ----------------------- | -------------- | -------- | ---- | ---------- |
| 武汉火车站 — 武昌火车站 | 2013年12月28日 | 15.429km | 15   | 一期工程   |
| 武昌火车站 — 黄金口     | 2014年12月28日 | 17.976km | 13   | 二期工程   |
| 黄金口 — 柏林           | 2019年9月25日  | 16.288km | 9    | 蔡甸线工程 |

### 一期工程
一期工程线路于2013年12月28日开通，由武昌火车站至武汉火车站，全线均为地下站，全长15.4公里，共设车站15座。另在武汉站东南处设青山车辆段，用于停放、检修列车。工程总投资94亿元左右，平均每公里造价5.8亿元。一期工程于2012年10月16日开始铺轨，2013年5月6日全线洞通，7月20日全线轨道贯通，8月8日完成电通，并于2013年12月28日正式开通试运营。中南路站设有2号线与4号线的联络线。

### 二期工程

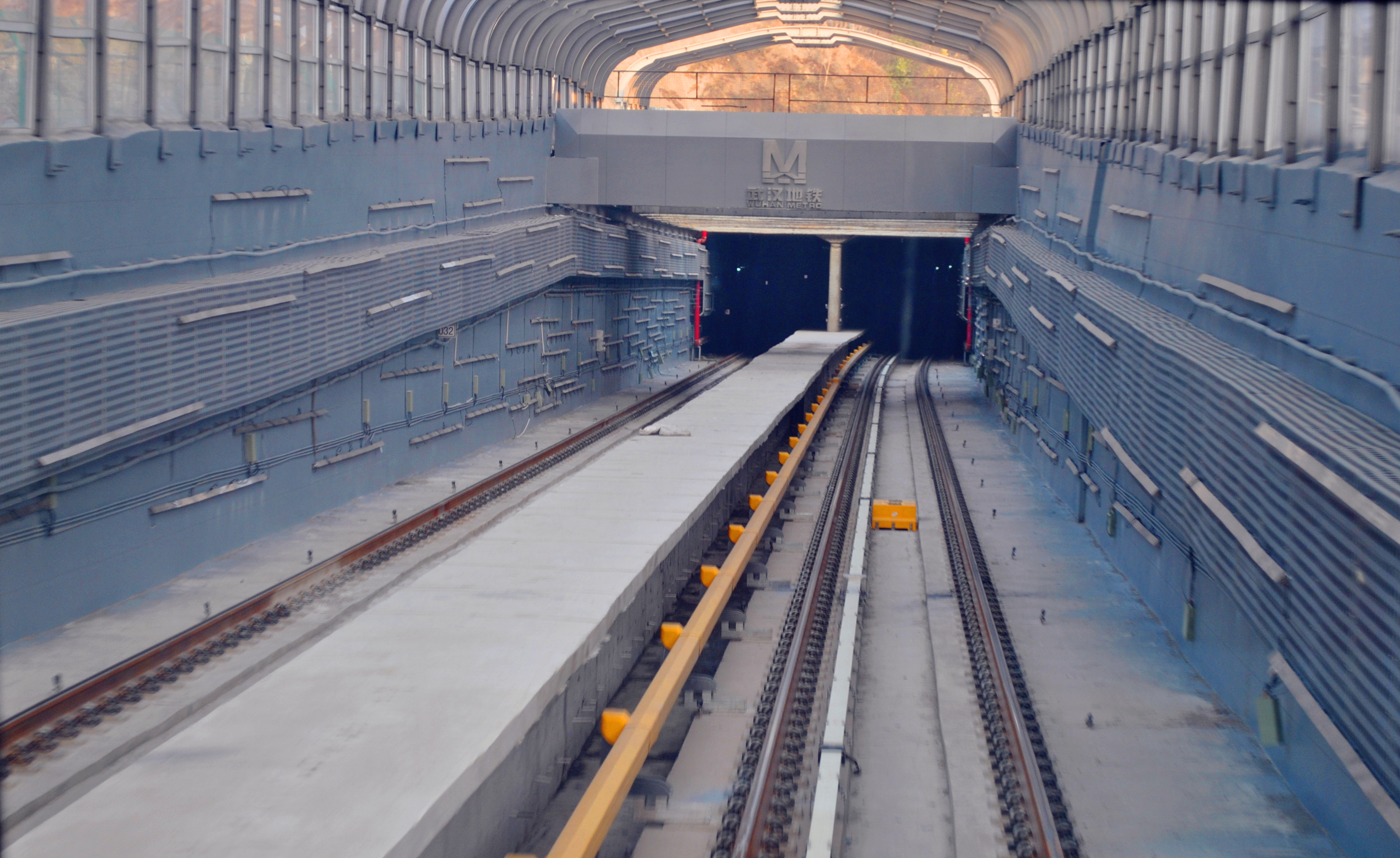
孟家铺-永安堂区间，高架-地下过渡段

二期工程线路于2009年12月30日开工，自一期工程的武昌站起一路向西，沿武昌紫阳路到首义路口，下穿长江后，沿腰堤路、鹦鹉大道到钟家村，沿汉阳大道，经永安堂到汉阳黄金口，并在黄金口站北侧设黄金口停车场，在钟家村站设有连接6号线的联络线。二期工程全长17.97公里，其中高架线3.2公里，敞开段0.15公里，地下线13.50公里，设站13座,其中，设高架站2座，分别是黄金口站和孟家铺站，设立地下站11座。二期工程于2012年11月25日开始用盾构机挖掘过江隧道，2013年12月3日完成过江盾构，2014年8月6日，全线隧道贯通，2014年12月28日与一期工程贯通试运营。

### 蔡甸线
武汉轨道交通蔡甸线，又称武汉轨道交通4号线西延线，起于蔡蔡甸区柏林站，沿蔡甸大街、汉阳大道，于四环线东侧转向既有4号线黄金口站，与4号线一期、二期贯通运营。线路全长16.07km，其中高架线路约3.1km，地下线路约12.97km，设车站9座：柏林站、新庙村站、临嶂大道站、蔡甸广场站、凤凰路站、新农站、知音站、集贤站、新天站，其中柏林站和新庙村站为高架站，其余为地下站。蔡甸线工程在线路西端新设停车场一座，与柏林站接轨。该延伸段已于2019年9月25日开通运营。
根据武汉市城市轨道交通第三期建设规划（2015～2021年），4号线向西延伸至新汉阳站，蔡甸线则作为11号线的一部分，由柏林至新汉阳站。但由于当时中法生态城的规划迟迟未能落实，导致新汉阳站的选址规划不能顺利开展，遂市政府决定将4号线向西延伸至蔡甸区城关作为蔡甸线，并且不再经过新汉阳站，使得蔡甸线受中法生态城规划的影响降至最小。未来接驳新汉阳站的任务将由11号线和17号线等线路担当，4号线和11号线可在黄金口站换乘。

## 车站
| 柏林       | Bailin                  | 0     | 0      | 蔡甸区 |                                                    | 高架侧式月台       | 2019/9/25  |
| 新庙村     | Xinmiaocun              | 1.417 | 1.417  | 蔡甸区 |                                                    | 高架侧式月台       | 2019/9/25  |
| 临嶂大道   | Linzhang Boulevard      | 2.081 | 3.498  | 蔡甸区 |                                                    | 地下岛式月台       | 2019/9/25  |
| 蔡甸广场   | Caidian Square          | 1.241 | 4.739  | 蔡甸区 |                                                    | 地下岛式月台       | 2019/9/25  |
| 凤凰路     | Fenghuang Road          | 2.148 | 6.887  | 蔡甸区 |                                                    | 地下岛式月台       | 2019/9/25  |
| 新农       | Xinnong                 | 1.453 | 8.340  | 蔡甸区 |                                                    | 地下岛式月台       | 2019/9/25  |
| 知音       | Zhiyin                  | 1.820 | 10.160 | 蔡甸区 |                                                    | 地下岛式月台       | 2019/9/25  |
| 集贤       | Jixian                  | 2.011 | 12.171 | 蔡甸区 |                                                    | 地下岛式月台       | 2019/9/25  |
| 新天       | Xintian                 | 1.367 | 13.538 | 蔡甸区 |                                                    | 地下岛式月台       | 2019/9/25  |
| 黄金口     | Huangjinkou             | 2.750 | 16.288 | 汉阳区 |                                                    | 高架岛式月台       | 2014/12/28 |
| 孟家铺     | Mengjiapu               | 2.762 | 19.050 | 汉阳区 |                                                    | 高架岛式月台       | 2014/12/28 |
| 永安堂     | Yong'antang             | 1.479 | 20.529 | 汉阳区 |                                                    | 地下岛式月台       | 2014/12/28 |
| 玉龙路     | Yulong Road             | 1.243 | 21.772 | 汉阳区 |                                                    | 地下岛式月台       | 2014/12/28 |
| 王家湾     | Wangjiawan              | 0.901 | 22.673 | 汉阳区 | █ 3号线                                            | 地下岛式月台       | 2014/12/28 |
| 十里铺     | Shilipu                 | 0.950 | 23.623 | 汉阳区 | █ 12号线                                           | 地下岛式月台       | 2014/12/28 |
| 七里庙     | Qilimiao                | 1.204 | 24.827 | 汉阳区 |                                                    | 地下岛式月台       | 2014/12/28 |
| 五里墩     | Wulidun                 | 1.124 | 25.951 | 汉阳区 | █ 10号线                                           | 地下岛式月台       | 2014/12/28 |
| 汉阳火车站 | Hanyang Railway Station | 1.012 | 26.963 | 汉阳区 |                                                    | 地下岛式月台       | 2014/12/28 |
| 钟家村     | Zhongjiacun             | 1.574 | 28.537 | 汉阳区 | █ 6号线                                            | 地下岛叠式月台     | 2014/12/28 |
| 拦江路     | Lanjiang Road           | 0.834 | 29.371 | 汉阳区 |                                                    | 地下岛式月台       | 2014/12/28 |
| 复兴路     | Fuxing Road             | 3.278 | 32.649 | 武昌区 | █ 5号线 紫阳湖站： █ 11号线                        | 地下岛式月台       | 2014/12/28 |
| 首义路     | Shouyi Road             | 0.718 | 33.367 | 武昌区 |                                                    | 地下完全混合式月台 | 2014/12/28 |
| 武昌火车站 | Wuchang Railway Station | 0.897 | 34.264 | 武昌区 | █ 7号线 武昌站东广场站： █ 11号线                  | 地下岛式月台       | 2013/12/28 |
| 梅苑小区   | Meiyuanxiaoqu           | 0.900 | 35.164 | 武昌区 |                                                    | 地下岛式月台       | 2013/12/28 |
| 中南路     | Zhongnan Road           | 1.095 | 36.259 | 武昌区 | █ 2号线                                            | 地下双岛式月台     | 2013/12/28 |
| 洪山广场   | Hongshan Square         | 0.966 | 37.225 | 武昌区 | █ 2号线                                            | 地下岛叠式月台     | 2013/12/28 |
| 楚河汉街   | ChuheHanjie             | 1.077 | 38.302 | 武昌区 |                                                    | 地下岛式月台       | 2013/12/28 |
| 青鱼嘴     | Qingyuzui               | 1.226 | 39.528 | 武昌区 |                                                    | 地下岛式月台       | 2013/12/28 |
| 东亭       | Dongting                | 1.048 | 40.576 | 武昌区 |                                                    | 地下岛式月台       | 2013/12/28 |
| 岳家嘴     | Yuejiazui               | 0.928 | 41.504 | 洪山区 | █ 8号线                                            | 地下侧式月台       | 2013/12/28 |
| 铁机路     | Tieji Road              | 1.032 | 42.536 | 洪山区 |                                                    | 地下岛式月台       | 2013/12/28 |
| 罗家港     | Luojiagang              | 1.171 | 43.707 | 洪山区 |                                                    | 地下岛式月台       | 2013/12/28 |
| 园林路     | Yuanlin Road            | 1.036 | 44.743 | 洪山区 | █ 12号线                                           | 地下岛式月台       | 2013/12/28 |
| 仁和路     | Renhe Road              | 1.333 | 46.076 | 洪山区 |                                                    | 地下岛式月台       | 2013/12/28 |
| 工业四路   | Gongye 4th Road         | 1.634 | 47.710 | 洪山区 |                                                    | 地下岛式月台       | 2013/12/28 |
| 杨春湖     | Yangchunhu              | 1.173 | 48.883 | 洪山区 |                                                    | 地下岛式月台       | 2013/12/28 |
| 武汉火车站 | Wuhan Railway Station   | 0.810 | 49.693 | 洪山区 | 武汉站东广场站： █ 5号线 武汉站西广场站： █ 19号线 | 地下岛式月台       | 2013/12/28 |

### 换乘站
- 王家湾：3、4号线的换乘站。换乘方式为十字节点换乘。
- 钟家村：4、6号线的换乘站。换乘方式为同台换乘（两线反向），4号线往武汉火车站方向与6号线往新城十一路方向同台；4号线往柏林方向与6号线往东风公司方向同台。
- 复兴路/紫阳湖：复兴路站是4、5号线的换乘站，位于紫阳公园西北侧，换乘方式为L形节点换乘；紫阳湖站是11号线车站，位于紫阳公园西南侧，与4、5号线之间需出站换乘。2025年7月31日，两站之间开通虚拟换乘，可持同一单程票、储值卡或乘车码在30分钟内出站前往另一站进站连续计费。[17]

- 武昌火车站/武昌站东广场：武昌火车站是4、7号线的换乘站，位于武昌站西北侧，换乘方式为站厅换乘；武昌站东广场站是11号线车站，位于武昌站东广场，与4、7号线之间需出站换乘。2025年7月31日，两站之间开通虚拟换乘，可持同一单程票、储值卡或乘车码在30分钟内出站前往另一站进站连续计费。[17]
- 中南路：2、4号线的换乘站。换乘方式为同台换乘（两线同向），2号线往天河机场方向与4号线往武汉火车站方向同台；2号线往佛祖岭方向与4号线往柏林方向同台。
- 洪山广场：2、4号线的换乘站。换乘方式为同台换乘（两线反向），2号线往天河机场方向与4号线往柏林方向同台；2号线往佛祖岭方向与4号线往武汉站方向同台。
- 岳家嘴：4、8号线的换乘站。换乘方式为十字节点换乘。
- 武汉火车站/武汉站东广场/武汉站西广场：武汉火车站是4号线车站，位于国铁武汉站正下方；武汉站东广场站是5号线车站，位于国铁武汉站东广场；武汉站西广场站是19号线车站，位于国铁武汉站西广场。三站各自独立，需出站换乘。2025年7月31日，3站之间开通虚拟换乘，可持同一单程票、储值卡或乘车码在30分钟内出站前往另一站进站连续计费。[17]

#### 同台换乘
2号线与4号线的洪山广场站与中南路站皆为跨月台转车站。为了方便去行及回行两个方向两条线路的换乘，这两个车站设计成了以其中一个车站进行去行方向换乘，而另一个车站进行回行方向的换乘。换乘方式为：中南路站为4号线柏林方向客流与2号线佛祖岭方向客流同台换乘，同时4号线武汉火车站方向客流可以与2号线天河机场方向客流同台换乘；洪山广场站则相反，4号线武汉火车站方向客流与2号线佛祖岭方向客流同台换乘，4号线柏林方向客流与2号线天河机场方向客流同台换乘。
此外，钟家村站也是4号线与6号线的同台换乘站。

#### 个性装修车站
仁和路站、铁机路站、岳家嘴站、武昌火车站为4号线一期工程4座个性装修车站。
首义路站、复兴路站、钟家村站、五里墩站、王家湾站为4号线二期工程5座个性装修车站。

#### 部分人性化设计
与2号线相比，4号线部分设计更加人性化。站内设置了更多上下双向自动扶梯；樓梯设置了高低两条扶手，同时服务大人与小孩；柱子棱角全改作圆弧形以防伤人；站内设置借书机并为节省借书时间而进行了改进。

## 票务规定
- 计价方式：按里程限时计费。
- 计价标准：起价2元可乘坐4公里，3元可乘坐8公里，4元可乘坐12公里，5元可乘坐18公里，6元可乘坐24公里，7元可乘坐32公里，8元可乘坐40公里，9元可乘坐50公里，50公里以上每增加1元可多乘坐20公里。具体的计费标准可参见下表：

|  |  |  |  |  |  |  |  |  |

- 乘车限时：每次进闸到出闸限240分钟。
- 乘车优惠：使用武汉通卡享受9折优惠。
- 支付方式：乘客可通过扫描“支付宝”“微信”“云闪付”“Metro新时代”等手机应用内的地铁乘车码乘坐武汉地铁；以及通过具备闪付功能的银联银行卡、交通联合卡和武汉通（以上三款均含手机NFC版本）刷卡乘车。
- 定期票：分为1、3、7日定期票，每张价格分别为18元、45元、90元。
  - 实体定期票：购买时每张票另收押金20元，乘客可在地铁各车站客服中心办理定期票的购买和退票等业务。1日票为发售时间起至当日运营时间结束，3日票为当日发售时间起至第3日运营时间结束，7日票为当日发售时间起至第7日运营时间结束。
  - 电子定期票：电子定期票在“Metro新时代”手机应用内购买。1日票为激活后24小时内，3日票为激活后72小时内，7日票为激活后168小时内有效。

## 行车安排

### 运行交路
4号线目前实行大、小交路套跑的运行方式，大交路（即全程）为柏林-武汉火车站，小交路为玉龙路站-武汉火车站，大小交路之比为1:1。

### 首末班车时间
- 武汉地铁首末班车时间

## 使用列车
列车编组中的“M”表示动车，“Tc”表示带驾驶室的拖车。
| 列车名称与型号                     | 列车生产企业                              | 列车编组                           | 列车制造年代 | 列车编号  | 列车总数   | 转向架型号 （动车 / 拖车） | 牵引电动机 生产企业，型号与类型                                                                     | 牵引逆变器 生产企业，型号与类型                                                                        | 辅助电源 生产企业，型号与类型                                                             |
| ---------------------------------- | ----------------------------------------- | ---------------------------------- | ------------ | --------- | ---------- | -------------------------- | --------------------------------------------------------------------------------------------------- | --- | ----------------------------------------------------------------------------------------- |
| 4号线一期车辆 （南车株机B1型列车） | 南车株洲电力机车                          | 6节编组 B1型列车 （Tc+M+M+M+M+Tc） | 2012 ~ 2013  | D01 ~ D15 | 15列 90节  | ZMC-080 型                 | 株洲西门子牵引设备代工生产 （西门子交通集团原始设计） 1TB2010-1GA02 型 鼠笼式三相异步交流牵引电动机 | 株洲西门子牵引设备代工生产 （西门子交通集团原始设计） SIBAC G750 D570/800 M5-1 型 IGBT-VVVF 牵引逆变器 | 深圳通业科技发展代工生产 （西门子交通集团原始设计） A5E 03460128 (A) 型 IGBT-SIV 辅助电源 |
| 4号线二期车辆 （DKZ6▢）            | 北车长春轨道客车 （武汉北车长客轨道装备） | 6节编组 B1型列车 （Tc+M+M+M+M+Tc） | 2013 ~ 2015  | D16 ~ D39 | 24列 144节 | CW-2100D 型 CW-2100 型     | 南车株洲电机制 YQ-190-13 型 鼠笼式三相异步交流牵引电动机                                            | 株洲南车时代电气制 TGN-53D 型 IGBT-VVVF 牵引逆变器                                                     | 株洲南车时代电气制 TGF-67A 型 IGBT-SIV 辅助电源                                           |
| 4号线蔡甸线车辆 （CCD5017）        | 中车长春轨道客车 （武汉中车长客轨道车辆） | 6节编组 B1型列车 （Tc+M+M+M+M+Tc） | 2017 ~ 2019  | D40 ~ D70 | 31列 186节 | CW-2100D 型 CW-2100 型     | 天津纵西牵引电机代工生产 （西门子交通集团原始设计） ZXAM1902A-4 型 鼠笼式三相异步交流牵引电动机     | 北京纵横机电科技代工生产 （西门子交通集团原始设计） TKQ503B-2000 型 IGBT-VVVF 牵引逆变器               | 北京纵横机电科技代工生产 （西门子交通集团原始设计） TKQ522-2000 系列 IGBT-SIV 辅助电源    |

- 一期车辆外观
- 一期车辆车厢内饰
- 二期车辆车厢内饰
- 二期车辆LCD动态线路图
- 车厢连接处的LED滚动显示屏

一期线路使用由南车集团株洲电力机车有限公司设计制造的B1型列车，共订购了90辆，合同额4亿元人民币。值得一提的是，本工程配属的15列车与2号线一期工程所使用车型外观相同，只是在内饰布局与设备性能上稍有差异。以上列车相对于1号线所使用车型进一步优化了设计：为了降低车内噪声，列车安装了降噪环，能降噪约10分贝。
二期线路使用的列车由北车集团长春轨道客车股份有限公司设计制造，共订购了144辆。每列宽2.8米，高3.8米，列车长度约118米，最高载员约2000人，最高运行速度80公里每小时，这些基本参数与一期列车相比变化不大。其中有2列车在位于黄陂区的武汉北车长客轨道装备有限公司生产，首列武汉产列车被命名为“木兰号”，于4号线运行。为避免知识产权纠纷，二期车辆相对一期车辆有100余项设计进行了修改：外观上最显著的区别一是车灯为两边各一大一小两个圆灯，没有一期列车的“鲨鱼眼”车灯犀利；二是车身棱角更加分明，整体设计上更加硬朗一些。
蔡甸线工程配车31列，由中车长春轨道客车股份有限公司提供，其中部分列车在武汉中车长客轨道车辆有限公司生产。
2号线与4号线采用相同的信号系统和列车制式，在2015年至2017年期间，部分“芳草绿”列车曾借予2号线，以缓解2号线巨大的客流压力。在2号线南延线工程新购列车逐步到位后，这些借调列车目前已重回4号线运营。